# Fort Totten
Fort Totten var en amerikansk militærstation ved Devils Lake, Benson County, i det nordøstlige North Dakota fra den 17. juli 1867 til november 1890. Det havde plads til fire kompagnier:14  infanterister,:15  og dets hovedopgave var at beskytte emigranter på vej vestpå fra Minnesota og gennem Dakota Territory.:1 
Indtil oprettelsen af Fort Totten Military Reservation i januar 1870 lå fortet omsluttet af Sisseton - og Wahpeton siouxernes Devil’s Lake Reservat oprettet den 19. februar 1867.:842 
Fortet var opkaldt efter generalmajor Joseph Gilbert Totten.:1 

## Fort Totten – en del af en overordnet plan
Fort Totten blev anlagt som et forstærkende led i en kæde af militære forter langs Missouri River og tæt på Canada. Kæden omfattede både ældre forter og forter bygget efter 1867 som bl.a. Fort Abercrombie, Fort Randall, Fort Buford, Fort Sully, Fort Rice, Fort Stevenson, Fort Abraham Lincoln, Fort Shaw og Fort Benton.:13 

## Udbygningen af Fort Totten
Fra at have været bygget af hurtigt tilhugget tømmer i starten rejste et mere holdbart Fort Totten af lokaltfremstillede mursten sig i perioden 1868-1871. Murstensbygningerne lå en halv kilometer syd for det oprindelige træfort og omfattede bl.a. barakker til de menige, en spisesal, et hospital samt krudtmagasin. Byggeriet løb op i ca. 100.000 dollars.:1  Fortet hentede vand fra kilder i nærheden i vogne.:14 
I 1873 fik fortet udvidet sin umiddelbare aktionsradius med stationeringen af kompagni D og I fra det 7. kavaleriregiment.:1 

## Fort Totten – nedlagt og givet nye funktioner
Ved fortets nedlæggelse i 1890 kom grunden under Department of the Interiors ejerskab, der udnyttede den til etableringen af en fagskole for indfødte amerikanere.:1 
State Historical Society of North Dakota blev overdraget ansvaret for at udvikle området med det gamle fort som et historisk bevaringsværdigt sted i 1960.:1  Det blev optaget på listen over National Register of Historic Places i 1971. Seksten af fortets oprindelige bygninger eksisterer.